# Arlette Geneve
Arlette Geneve, seudónimo usado por María Martínez Franco (Elche, Alicante, 1966), es una escritora española de novela rosa desde 2007. Su novela "El carcelero de Isbiliya", quedó entre las diez finalistas del reputado premio Planeta 2008.

## Biografía
María Martínez Franco nació 1966 en Elche, Alicante, Comunidad Valenciana. Además de escribir, trabaja como dibujante técnico en una empresa de arquitectura. Reside junto a su marido y sus dos hijos en Elche.

### Como Arlette Geneve

#### Saga Penword-Velasco
1. Las espinas del amor (2007/11)
2. Embrujo seductor (2009/06)
3. La rendición del Highlander (2010/12)

#### Novelas independientes
- La útima cita (2008/05)
- El carcelero de Isbiliya (2010/02)
- Jaque a la reina

#### Serie Waterfallcastle
1. La promesa del highlander (2008/11)

#### Familia Beresford
1. Ámame, canalla (2011/02)
2. Bésame, canalla (2012/03)https://web.archive.org/web/20150513133903/http://arlettegeneve.es/besame-canalla/

#### Cuentos en Antologías
- Cuentos para mil y una noches de amor (2009/02) (con Claudia Velasco, Gabriela Margall, Andrea Milano y Amparo Balbuena)
- Cuentos para mil y una noches de amor -Historias de Navidad- (2009/12) (con Elizabeth Butler, Sienna Anderson, Ebony Clark y Claudia Velasco)